# Склад (музыка)
Склад (нем. Tonsatz или просто нем. Satz, фр. écriture, англ. texture) в музыке — принцип сложения голосов или созвучий, реферируемых по их музыкально-логической и технико-композиционной функции. 

## Классификация
Русская музыкальная наука (по следам немецкой традиции), как правило, различает четыре склада:
- монодический (монодия);
- гетерофонный (гетерофо́ния);
- полифонический (полифо́ния);
- гомофонный (гомофо́ния).

К этому списку иногда добавляют также бурдонный склад (или бурдонную фактуру), занимающий промежуточное положение между монодией и полифонией.

## Склад и фактура
В музыковедческой литературе понятие склада часто смешивается с понятием фактуры, а в некоторых иноязычных традициях (в частности, англоязычной и испанской) и приравнивается к ней. В другой (более распространённой) традиции, склад и фактура соотносятся как категории рода и вида. Например, аккомпанемент (как функциональный слой) в гомофонном складе может быть выполнен в виде аккордовой либо фигурационной  (например, арпеджированной) фактуры; полифоническая пьеса может быть выдержана в моноритмической («старогомофонной») либо имитационной фактуре и т.п.